# Du poulet au menu
Du poulet au menu est un roman publié en mars 1958 par Frédéric Dard sous le nom de plume de San-Antonio, il est le 29e de la série  policière San-Antonio.
Chez l’éditeur Fleuve noir, il porte d’abord le numéro 151 de la collection « Spécial Police », puis en 1977 le numéro 72 de la collection « San-Antonio ».

## Personnages principaux
- San-Antonio : héros du roman, commissaire de police.
- Alexandre-Benoît Bérurier : inspecteur de police, ami et collègue du commissaire.
- César Pinaud.
- Félicie : la mère du commissaire.

## Résumé
Dans un hôtel miteux, San Antonio et Pinaud surveillent un homme ayant eu des contacts récents avec un espion recherché. L'individu finit par se livrer lui-même à la police. Il explique qu'il est un ancien cambrioleur, chargé de voler des plans dans une usine, mais que la morale l'en empêche. Achille, le chef de la police, l'oblige néanmoins à commettre le vol sous surveillance afin d'en profiter pour arrêter l'espion qu'ils recherchent, car celui-ci est censé récupérer les plans. Mais tout ne tourne pas comme prévu...

## Date et lieux principaux de l'action
Hôtel à Paris. Quais. Pont de l'Alma. Place du Canada. Place de la Concorde, Louvre, Châtelet, Quai des Orfèvres, Saint-Cloud, Boulogne, 7, rue Vaugirard, Paris, Neuilly, Rouen, Le Havre : hôtel terminus puis gare (buffet), Paquebot Liberté, Cabine 594.

## Couvertures
- 1re édition de 1958 : illustration de Michel Gourdon
- 2e édition de 1963 : illustration de Michel Gourdon
- 3e édition de 1966 : illustration de Michel Gourdon
- 4e édition de 1971 : illustration de Carlo Jacono
- 5e édition de 1977 : photo
- 6e édition de 1984 : photo
- 7e édition de 1991 : illustration de Alain Siauve
- 8e édition de 1996 : illustration de Marc Dumoulin
- 9e édition de 2003 : illustration de François Boucq